# Exireuil
Exireuil est une commune du centre-ouest de la France, située dans le département des Deux-Sèvres (région Nouvelle-Aquitaine). Ses habitants s'appellent les Exirois et les Exiroises.

## Géographie
Exireuil est un village planté dans la région du Haut Val de Sèvres, département des Deux-Sèvres. À proximité de la commune de Saint-Maixent-l'École, Exireuil est bordé à l'ouest par la départementale D 938 reliant Saint-Maixent à Parthenay et à l'est par la D 121 menant au site touristique du Puits d'Enfer.

### Communes limitrophes
-Clavé
-Les Châteliers
-St-Georges-de-Noisné
-Saivres
-St-Maixent-L'Ecole
-Nanteuil

### Climat
Pour des articles plus généraux, voir Climat de la Nouvelle-Aquitaine et Climat des Deux-Sèvres.
Historiquement, la commune est exposée à un climat océanique du nord-ouest.
En 2020, Météo-France publie une typologie des climats de la France métropolitaine dans laquelle la commune est exposée à un climat océanique et est dans la région climatique  Poitou-Charentes, caractérisée par un bon ensoleillement, particulièrement en été et des vents modérés.
Pour la période 1971-2000, la température annuelle moyenne est de 11,8 °C, avec une amplitude thermique annuelle de 14,8 °C. Le cumul annuel moyen de précipitations est de 942 mm, avec 13 jours de précipitations en janvier et 7,5 jours en juillet. Pour la période 1991-2020, la température moyenne annuelle observée sur la station météorologique la plus proche, située sur la commune de Saint-Maixent-l'École à 3 km à vol d'oiseau, est de 13,4 °C et le cumul annuel moyen de précipitations est de 940,4 mm,. Pour l'avenir, les paramètres climatiques de la commune estimés pour 2050 selon différents scénarios d’émission de gaz à effet de serre sont consultables sur un site dédié publié par Météo-France en novembre 2022.

## Urbanisme

### Typologie
Au 1er janvier 2024, Exireuil est catégorisée petite ville, selon la nouvelle grille communale de densité à sept niveaux définie par l'Insee en 2022.
Elle appartient à l'unité urbaine de Saint-Maixent-l'École, une agglomération intra-départementale regroupant quatre  communes, dont elle est une commune de la banlieue,,. Par ailleurs la commune fait partie de l'aire d'attraction de Saint-Maixent-l'École, dont elle est une commune du pôle principal,. Cette aire, qui regroupe 4 communes, est catégorisée dans les aires de moins de 50 000 habitants,.

### Occupation des sols
L'occupation des sols de la commune, telle qu'elle ressort de la base de données européenne d’occupation biophysique des sols Corine Land Cover (CLC), est marquée par l'importance des territoires agricoles (85,2 % en 2018), en diminution par rapport à 1990 (86,5 %). La répartition détaillée en 2018 est la suivante : 
terres arables (47,5 %), prairies (34,7 %), forêts (9,2 %), zones urbanisées (4,3 %), zones agricoles hétérogènes (2,9 %), eaux continentales (0,9 %), zones industrielles ou commerciales et réseaux de communication (0,4 %). L'évolution de l’occupation des sols de la commune et de ses infrastructures peut être observée sur les différentes représentations cartographiques du territoire : la carte de Cassini (XVIIIe siècle), la carte d'état-major (1820-1866) et les cartes ou photos aériennes de l'IGN pour la période actuelle (1950 à aujourd'hui).

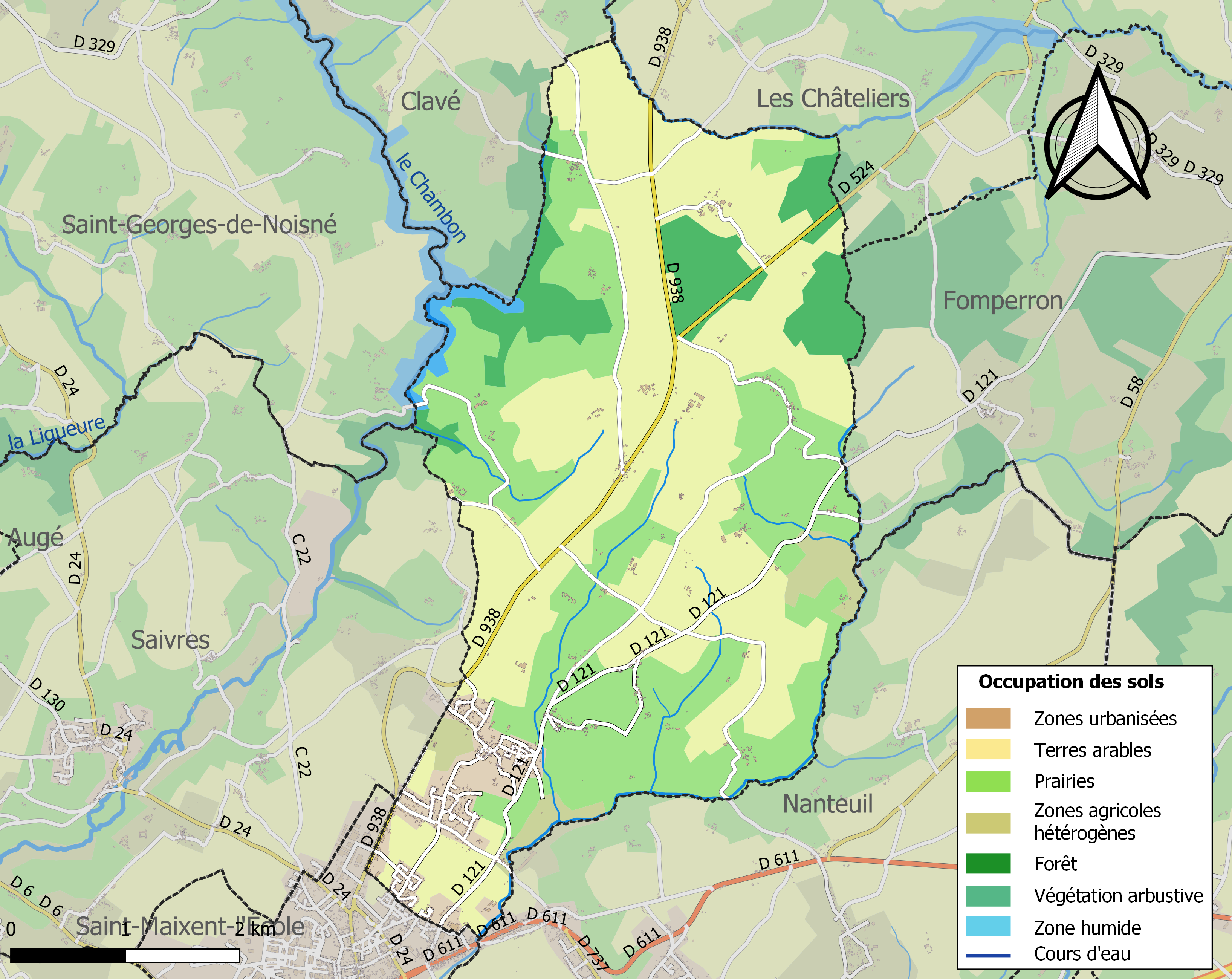
Carte des infrastructures et de l'occupation des sols de la commune en 2018 (CLC).

### Risques majeurs
Le territoire de la commune d'Exireuil est vulnérable à différents aléas naturels : météorologiques (tempête, orage, neige, grand froid, canicule ou sécheresse), inondations, mouvements de terrains et séisme (sismicité modérée). Il est également exposé à deux risques technologiques, le transport de matières dangereuses et la rupture d'un barrage, et à un risque particulier : le risque de radon. Un site publié par le BRGM permet d'évaluer simplement et rapidement les risques d'un bien localisé soit par son adresse soit par le numéro de sa parcelle.

#### Risques naturels
Certaines parties du territoire communal sont susceptibles d’être affectées par le risque d’inondation par débordement de cours d'eau, notamment les Trois Moulins et le Chambon. La commune a été reconnue en état de catastrophe naturelle au titre des dommages causés par les inondations et coulées de boue survenues en 1982, 1983, 1999 et 2010,. Le risque inondation est pris en compte dans l'aménagement du territoire de la commune par le biais du plan de prévention des risques inondation (PPRI) de la « Vallée de la Sèvre Niortaise amont », approuvé le 21 mars 2017, dont le périmètre regroupe 17 communes.

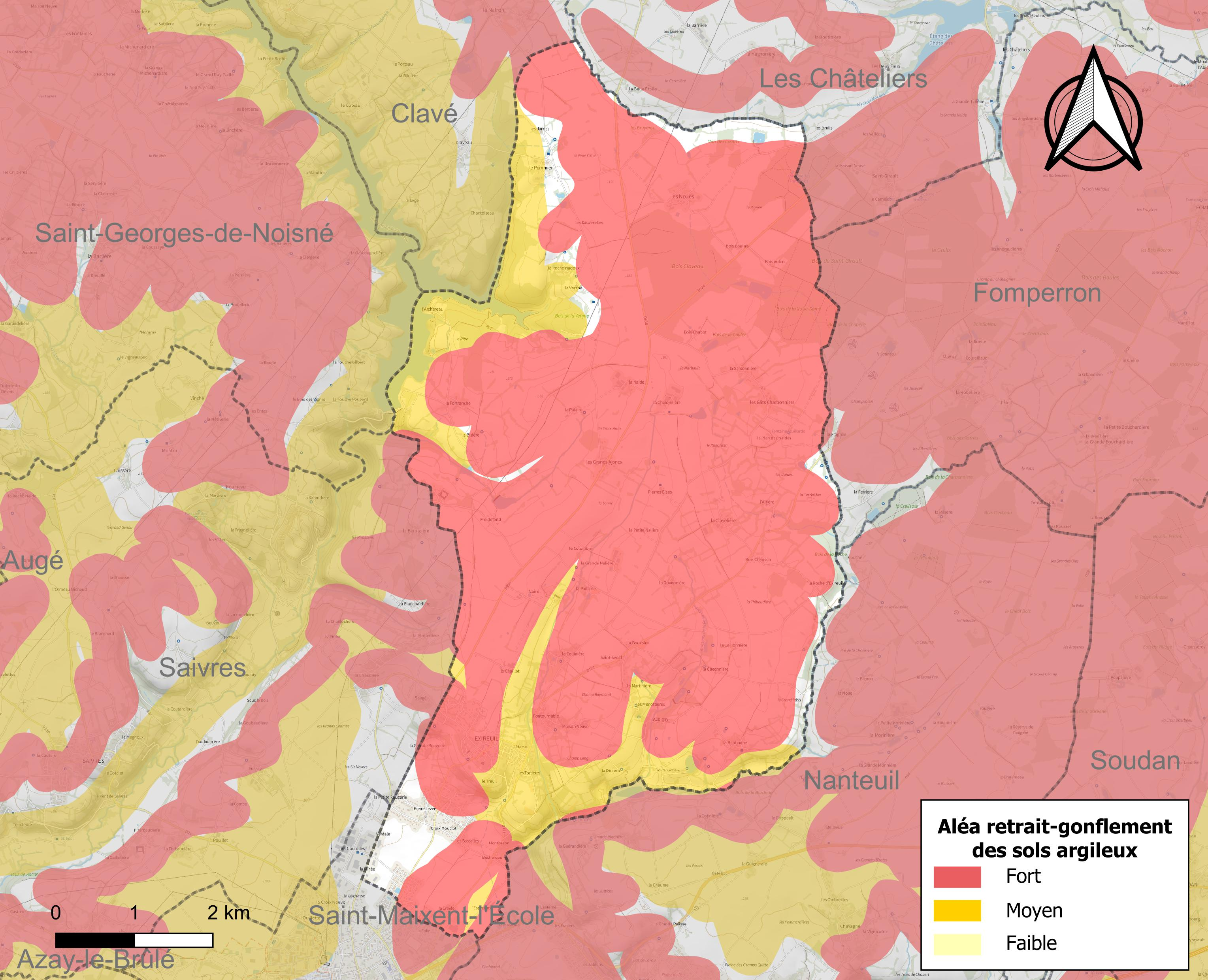
Carte des zones d'aléa retrait-gonflement des sols argileux d'Exireuil.

Les mouvements de terrains susceptibles de se produire sur la commune sont des tassements différentiels. Le retrait-gonflement des sols argileux est susceptible d'engendrer des dommages importants aux bâtiments en cas d’alternance de périodes de sécheresse et de pluie. 94 % de la superficie communale est en aléa moyen ou fort (54,9 % au niveau départemental et 48,5 % au niveau national). Depuis le 1er octobre 2020, en application de la loi ELAN, différentes contraintes s'imposent aux vendeurs, maîtres d'ouvrages ou constructeurs de biens situés dans une zone classée en aléa moyen ou fort,.
La commune a été reconnue en état de catastrophe naturelle au titre des dommages causés par la sécheresse en 1996, 2003, 2005, 2009 et 2017 et par des mouvements de terrain en 1999 et 2010.

#### Risque technologique
La commune est en outre située en aval du barrage de la Touche Poupard, un ouvrage de classe A mis en service en 1995 sur le cours d’eau le Chambon, affluent de la Sèvre Niortaise. À ce titre elle est susceptible d’être touchée par l’onde de submersion consécutive à la rupture de cet ouvrage.

#### Risque particulier
Dans plusieurs parties du territoire national, le radon, accumulé dans certains logements ou autres locaux, peut constituer une source significative d’exposition de la population aux rayonnements ionisants. Selon la classification de 2018, la commune d'Exireuil est classée en zone 3, à savoir zone à potentiel radon significatif.

## Économie
L'économie locale est principalement axée sur le secteur de l'agriculture.
Quelques artisans ont également élus domicile sur la commune.
En revanche, du fait de la proximité de Saint-Maixent-l'École, à moins de 5 km, on ne compte que très peu de commerces ; ces derniers sont essentiellement liés à la restauration.

## Politique et administration
| Période   | Période | Identité        | Étiquette | Qualité |
| --------- | ------- | --------------- | --------- | ------- |
| 2001      | 2008    | Alain Gelot     |           |         |
| mars 2008 |         | Jérôme Billerot |           |         |

## Démographie
À partir du XXIe siècle, les recensements réels des communes de moins de 10 000 habitants ont lieu tous les cinq ans. Pour Exireuil, cela correspond à 2004, 2009, 2014, etc. Les autres dates de « recensements » (2006, etc.) sont des estimations légales.
| 1793 | 1800 | 1806 | 1821 | 1831 | 1836 | 1841 | 1846  | 1851  |
| ---- | ---- | ---- | ---- | ---- | ---- | ---- | ----- | ----- |
| 756  | 872  | 894  | 707  | 818  | 989  | 989  | 1 015 | 1 044 |

| 1856  | 1861 | 1866 | 1872 | 1876  | 1881  | 1886  | 1891  | 1896  |
| ----- | ---- | ---- | ---- | ----- | ----- | ----- | ----- | ----- |
| 1 012 | 979  | 990  | 985  | 1 018 | 1 084 | 1 090 | 1 119 | 1 122 |

| 1901  | 1906  | 1911  | 1921 | 1926 | 1931 | 1936 | 1946 | 1954 |
| ----- | ----- | ----- | ---- | ---- | ---- | ---- | ---- | ---- |
| 1 107 | 1 129 | 1 137 | 968  | 926  | 969  | 958  | 847  | 820  |

| 1962 | 1968 | 1975 | 1982 | 1990 | 1999  | 2004  | 2006  | 2009  |
| ---- | ---- | ---- | ---- | ---- | ----- | ----- | ----- | ----- |
| 803  | 709  | 715  | 891  | 956  | 1 093 | 1 267 | 1 436 | 1 588 |

| 2014  | 2019  | 2022  | - | - | - | - | - | - |
| ----- | ----- | ----- | - | - | - | - | - | - |
| 1 585 | 1 578 | 1 562 | - | - | - | - | - | - |

## Lieux et monuments

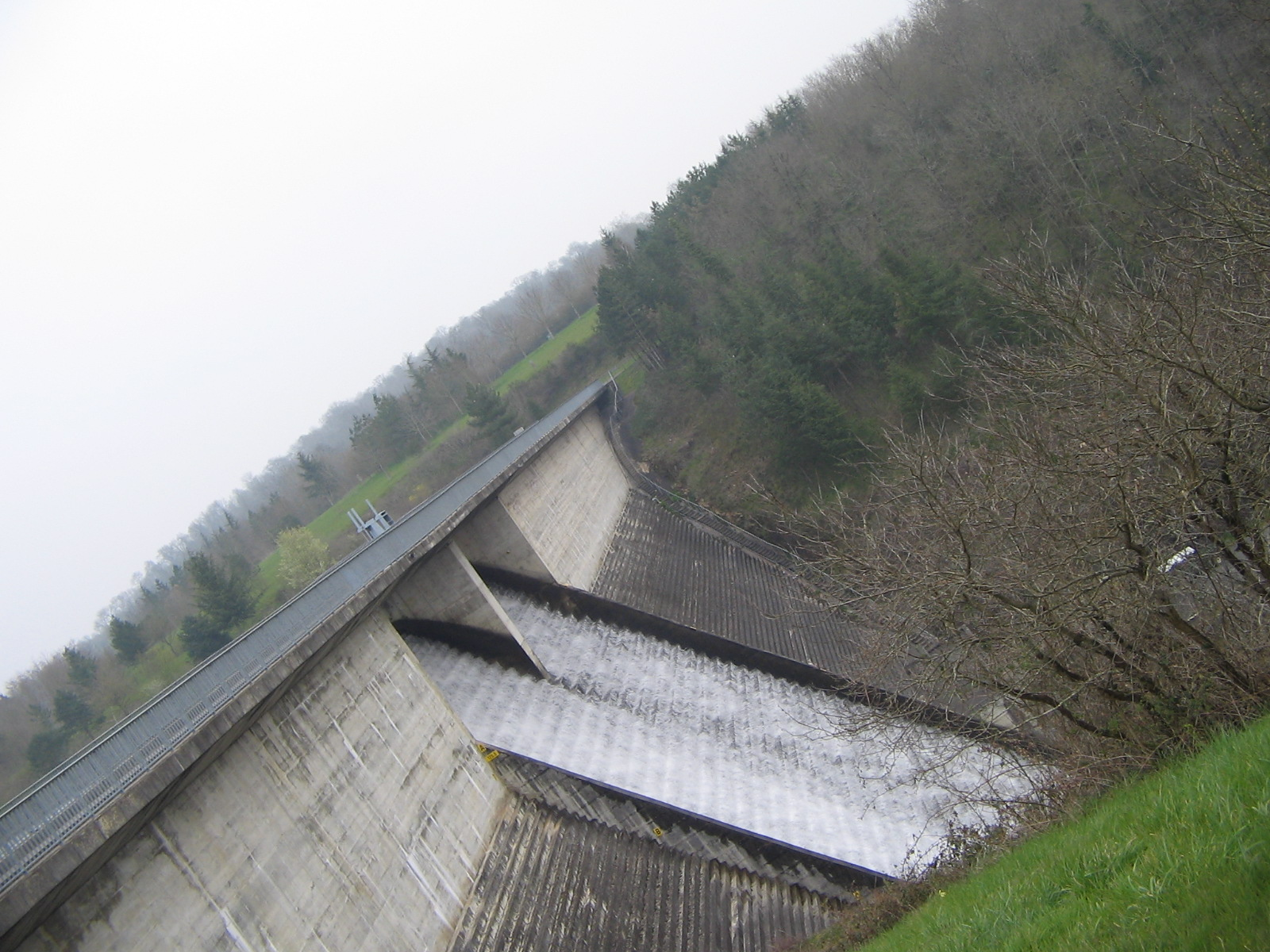
Le barrage de la Touche Poupard en avril 2013

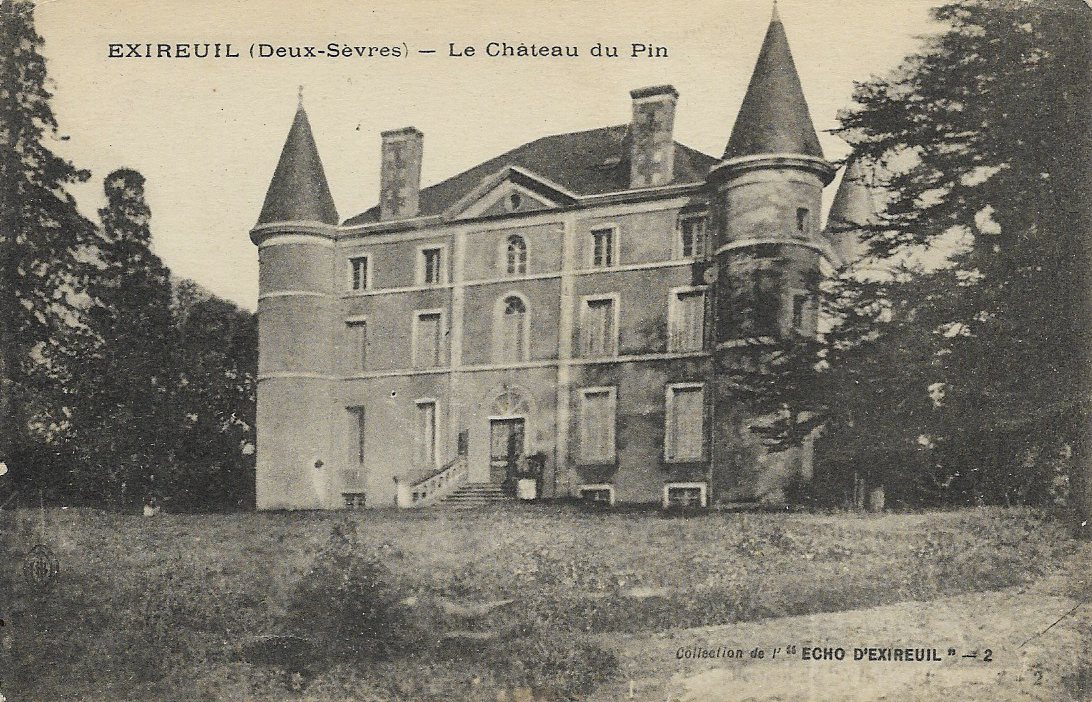
château du Pin à Exireuil - carte postale vers 1905

- château du Pin à Exireuil - carte postale vers 1905Église Saint-Vincent d'Exireuil, fin XIXe siècle. Elle est inscrite à l'Inventaire général du patrimoine culturel[28].
- Le site du Puits d'Enfer[29].
- Le barrage de la Touche Poupard.
- Ancienne église Saint-Vincent d'Exireuil. Elle est inscrite à l'Inventaire général du patrimoine culturel[30].
- Le château du Pin, dominant le coteau et qui fut la propriété du général Félix COIFFE où il est décédé le 29 août 1908.

## Personnalités liées à la commune
- Léopold Amail (1816-1884), maire d'Exireuil, écrivain, Journaliste à Paris.
- Félix Coiffé (1833-1908), général de division, grand-croix de la Légion d'honneur, commandant en chef de l'Armée des Alpes de 1894 à 1898 et ayant notamment participé à la campagne du Mexique sous Napoléon III ; brutalement décédé en son château du Pin, à Exireuil, le 29 août 1908 et inhumé dans l'ancien cimetière d'Exireuil. L'Ecole Nationale des Sous-Officiers (E.N.S.O.A.) de Saint Maixent l'École occupe toujours les quartiers auxquels il a donné son nom (Quartier Coiffé).